# Pasterizirano mleko
Pasterizirano mleko je mleko, dobljeno pri postopku pasterizacije. Pri pasterizaciji se mleko toplotno obdela pri temperaturi od 65 °C do 85 °C. Pasterizacija poteka različno dolgo. Pri pasterizaciji se uničijo vsi patogeni mikroorganizmi in večina škodljivih organizmov, poleg tega pa se inaktivirajo encimi.
Poznamo različne vrste pasterizacij in pripadajoči temperaturni režim:

- nizka ali dolgotrajna pasterizacija (LTLT), ki poteka pri temperaturi 62-65 °C 30 minut;

- srednja ali kratkotrajna pasterizacija (HTST), ki poteka pri temperaturi 72-76 °C, 15–45 sekund;

- visoka ali trenutna pasterizacija (VHTST), ki poteka pri temperaturi 85 °C, 5-15 sekund.

Pasterizacijo najpogosteje opravljamo na ploščnih pasterizatorjih s temperaturnim režimom visoke ali trenutne pasterizacije (VHTST).
Po pasterizaciji ohlajeno mleko (4 °C) shranimo v skladiščnih tankih za pasterizirano mleko ali pa ga takoj predelamo v želene izdelke.
Učinek pasterizacije mora biti vsaj 99 %, kar pomeni, da sme preživeti le 1 % mikroorganizmov v surovem mleku.
Po pasterizaciji mora biti mleko pakirano v embalažo, ki ga ščiti pred ponovno okužbo in svetlobo, ki vpliva na zmanjšanje prehranske vrednosti proizvoda (predvsem vitaminov) ter na spremembo okusa (metionin -> metional).
Pasterizirano mleko se  pakira v kartonsko embalažo, prevlečeno s tankim filmom plastike, plastične folije (vrečke) in v steklenice.
Pakirano mleko se mora takoj skladiščiti v hladilnici pri temperaturi manj kot 6 °C.

Rok trajanja pasteriziranega mleka je v prvi vrsti odvisen od kakovosti surovega mleka in neprekinjene hladne verige.